# Марк Форстер (певач)
Марк Форстер ( ; рођен 11. јануара 1983. у Кајзерслаутерну као Марк Ћвјертнија (пол.Mаrk Ćwiertnia)) немачки је певач и композитор.

## Каријера
Марк Форстер одрастао је као син мајке Пољакиње и оца Немца са млађом сестром, у Винвајлеру, у Немачкој. Сестри је 2016. године посветио песму Натали (нем.Natalie)  Мајка га је назвала Марек. У својим раним данима наступао је као музичар користећи ово име и своје право презиме.
По завршетку гимназије "Вилхелм Ерб" (нем Wilhelm-Erb-Gymnasium) почео је да студира право у Мајнцу, од којег је одустао након четири семестра и прешао на пословну администрацију. Успешно је завршио пословне студије. Касније је покушао да се афирмише као пијаниста, певач и текстописац и, између осталог, писао је музику и џинглове за телевизију. Међу њима је била и тематска песма из шоу-а по називу Кромер- интернационални шоу (нем .Krömer- Die Internationalle Show ). Након тога ангажовао га је Курт Кромер и пратио га је од 2007. до 2010. године у улози пољског пијанисте као помоћника на наступима у Немачкој. . Играо је афричког музичара Митумбу Лумбумбу у програму Кромеровом програму Кром Де Ла Кром (нем Kröm de la Kröm)
Своју одлуку о коришћењу уметничког имена објашњава речима: „Релативно сам брзо схватио да је„ непогодно мене за поп певача “„ да наставим да наступам под својим правим именом Марк Ћвјертнија, „ако нико то не може да изговори, а камоли да запише“. У свом атељеу у улици Форстер у Берлину посетио га је колега у дискографској кући, који је телефонски број сачувао под именом „Марк Форстер“, Тада је прихватио то име као своје уметничко.
2010. године потписује музичку етикету Four Music. Песме на његовом албуму Картон снимљене су са продуцентом Ралфом Кристианом Мајером и копродуцентом Себастијаном Бонишом у Немачкој, Француској и Шпанији.
Форстеров први сингл Auf dem Weg објављен је 18. маја 2012. Његов дебитантски албум Karton објављен је 1. јуна 2012. Zu dir бјављен је 19. октобра 2012. године као други сингл са албума.
На синглу репера Сида Einer dieser Steine, кији је био објављен 15.новембра 2013. отпевао је рефрен и тиме први пут доспео у Топ десет у Немачкој и Швајцарској. Сидо му је узвратио учешћем у песми Au revoir, првом синглу са Форстеровог другог албума, Bauch und Kopf. Песма је дошла на 2. место немачке топ листе и освојила три златне плоче у Немачкој и платинасти статус у Швајцарској.
2015. године постаје члан жирија талент шоу-а The voice Kids  Трећи Форстеров сингл, Bauch und Kopf, уследио је 21. августа 2015.  Са овим синглом је једну недељу касније представљао  покрајину Рајнланд-Фалц на такмичењу Бундевизион Сонг (нем.Bundesvision Song), на којем је освојио прво место. Крајем 2015. радио је на пројекту Eff са DJ-ем Феликсом Џеном  и објавио сингл Stimme.
Као најава за Форстерсов трећи студијски албум Tape, који је објављен у јуну 2016. године, појавио се сингл Wir sind groß, који је истовремено представљао песму ZDF-a за преносе Европског првенства у фудбалу, у Француској
У јесен 2016. објављена је његова песма Chöre, која је послужила као пропратна музика у немачкој комедији Добродошли код Хартманових ( нем Willkommen bei den Hartmanns). Након песама Stimme и Wir sind groß ова песма је сврстана у десет најбољих немачких песама, тако да је 2016. Марк Форстер проглашен за најуспешнијег музичара на топ-листама немачког говорног подручја. У анимираном филму Тролови позајмио је глас тролу Бранчу.
21. априла 2017. године, појавио се његов трећи сингл Sowieso, а 22. септембра 2017. године појавио се сингл Kogong који је уједно представљао четврти сингл са албума Tape . Форстер је учествовао у четвртој сезони телевизијског програма  Певај моју песму ( нем Sing meinen Song-Das Tauschkonzert) који се емитовао од маја 2017. године и у којем је такође на пољском језику певао божићну песму Lulajze, Jezuniu  У јесен 2017. заменио је Андреаса Буранија као ментора у шоу-у Глас Немачке (енгл.The Voice of Germany). 
5. октобра 2018. Форстер је објавио први сингл са свог четвртог студијског албума Liebe, који је објављен 16. новембра 2018.
Од 25. марта 2020. године, Форстер је почео да емитује своју емисију Уживо из улице Форстер (нем. Live aus der Forster Straße) која је емитована средом на каналу Вокс (енгл Vox) али је прекинута након две епизоде. 1. маја 2020. објавио је песму Übermorgen.  Сингл се пласирао у првих 10 хитова на немачкој и аустријској топ-листи.Ова песма је чак доспела на врх немачке топ-листе.  25. септембра 2020. појавио се сингл Bist du okay који је представљао други сингл у 2020. години. Као и његов претходни сингл био је апсолутни хит на топ-листама немачког говорног подручја.

## Остало
Форстер делимично говори пољски језик и фан је фудбалског клуба Kајзерслаутерн. 
Од 2013. ангажује се као амбасадор организације Херцензахе (нем. Herzenssache), која представља акцију за помоћ деци . 
Форстеров заштитни знак су његове бејзбол капе којих има преко 200 и без којих се не појављује у јавности. 2017. године у интервјуу за омладински радио Даздинг (нем,Dasding) рекао је да носи капе због тога што је приметио лагани губитак косе.

## Дискографија
| година | Наслов издавачка кућа     | Детаљи о албумима                                              |
| ------ | ------------------------- | -------------------------------------------------------------- |
| 2012.  | Karton Four Music         | Објављен: 1. јун 2012. Број продатих примерака: + 100.000      |
| 2014.  | Bauch und Kopf Four Music | Објављен: 16. мај 2014. Број продатих примерака: +400.000      |
| 2016.  | TAPE Four Music           | Објављен: 3. јун 2016. Број продатих примерака: +435.000       |
| 2018.  | LIEBE Four Music          | Објављен: 16. новембар 2018. Број продатих примерака: +107.500 |

## Одликовања
- Лајв крон (енгл. Live crone)
  - 2017: у категорији најбољли сингл
  - 2017: у категорији најбољи уметник
  - 2018: у категорији најбољи уметник
  - 2020: у категорији најбољи сингл
- Бaмби (енгл. Bambi) 
  - 2018: у категорији национална музика

- Бундесвизион Сонг (енгл. Bundesvision Song) 
  - 2015: Победник за Реинланд-Фалц са песмом Bauch und Kopf
- Награда немачким музичким ауторима
  - 2015: у категорији: Најуспешније дело ( Au revoir)
- Eко поп (енгл.Еcho poep)
  - 2018: у категорији уметник националне поп музике ( TAPE)